# Montagny (Fryburg)
Montagny (hist. Montenach) – gmina (fr. commune; niem. Gemeinde) w Szwajcarii, w kantonie Fryburg, w okręgu Broye. Powstała 1 stycznia 2000 z połączenia gmin Montagny-la-Ville i Montagny-les-Monts. 1 stycznia 2004 do gminy przyłączono gminę Mannens-Grandsivaz. 

## Demografia
W Montagny mieszkają 2932 osoby. W 2020 roku 16,7% populacji gminy stanowiły osoby urodzone poza Szwajcarią.

## Transport
Przez teren gminy przebiegają drogi główne nr 157 i nr 181.